# Heinrich-Böll-Preis

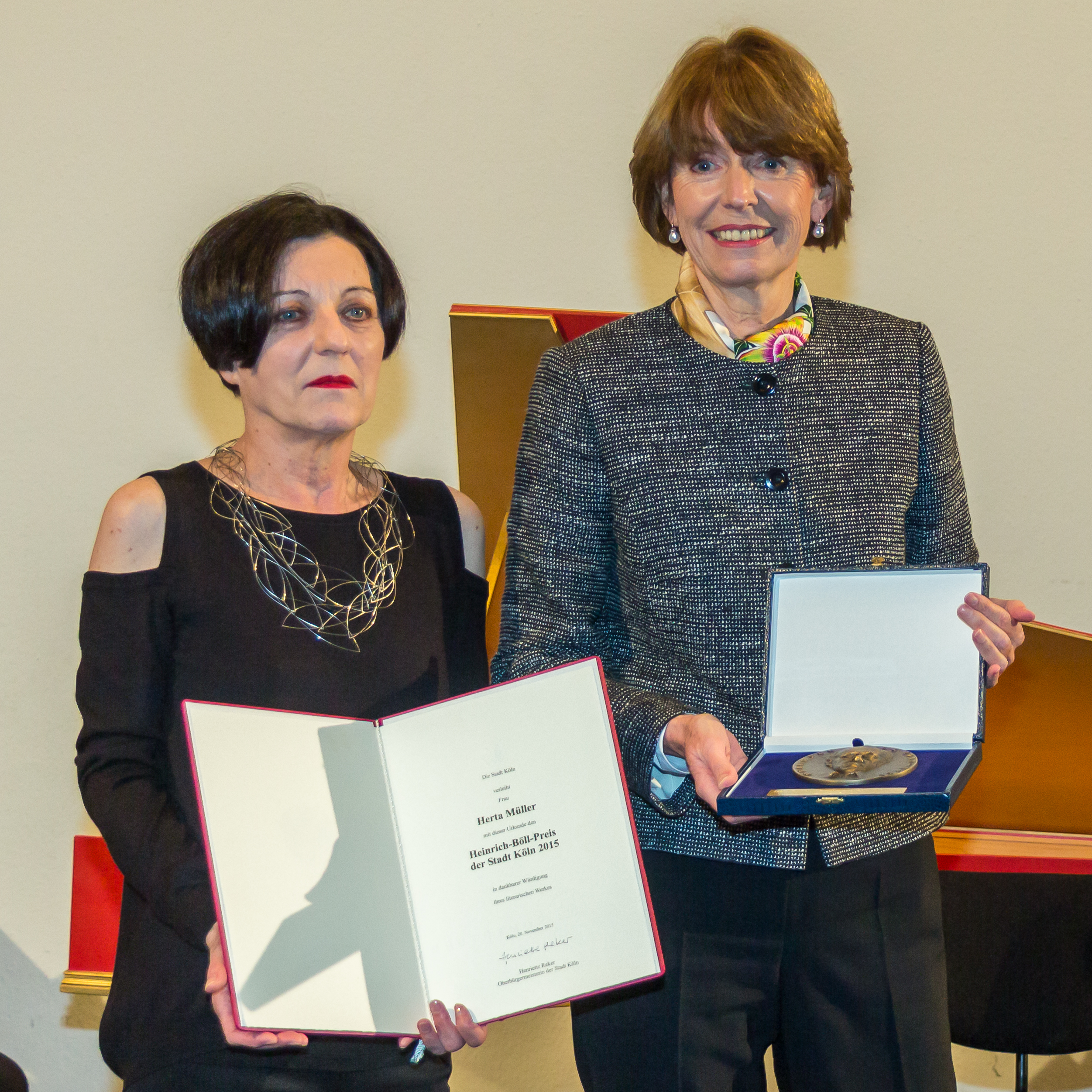
Verleihung des Heinrich-Böll-Preises 2015 an Herta Müller durch die Kölner Oberbürgermeisterin Henriette Reker

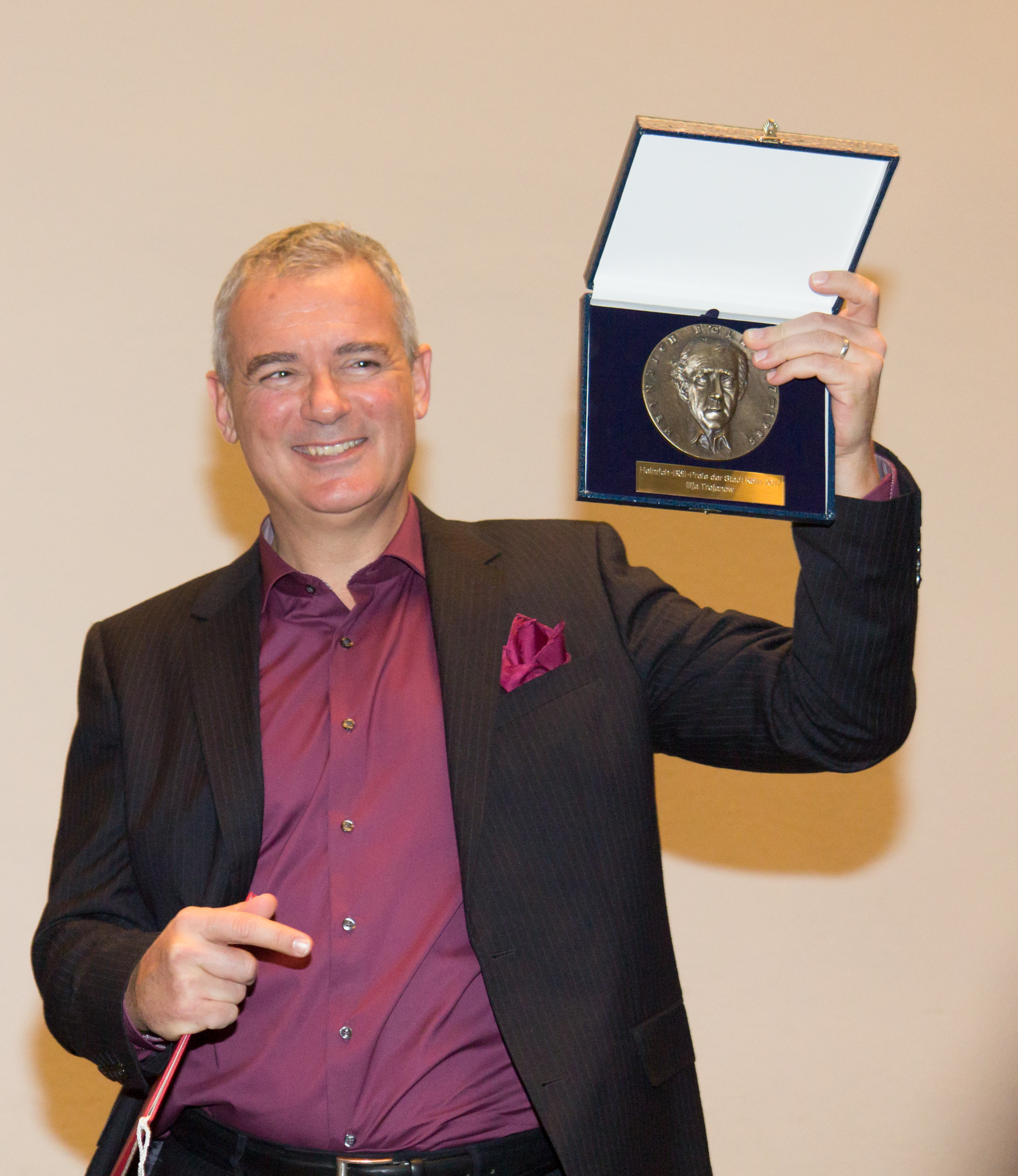
Verleihung 2017 an Ilija Trojanow

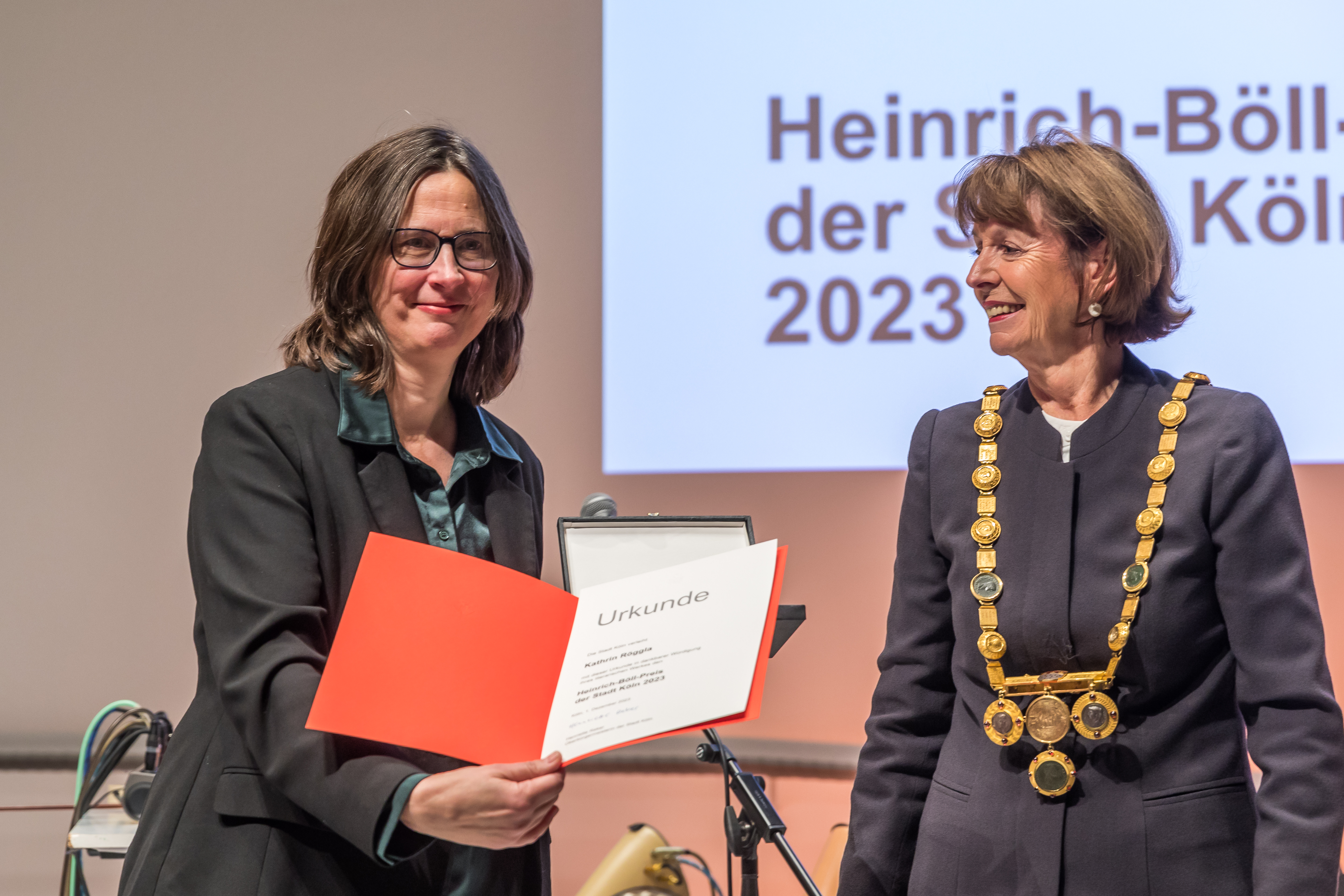
Verleihung des Heinrich-Böll-Preises 2023 an Kathrin Röggla durch die Kölner Oberbürgermeisterin Henriette Reker

Der Heinrich-Böll-Preis ist ein Literaturpreis, der von der Stadt Köln im Gedenken an den Literaturnobelpreisträger Heinrich Böll, einen Ehrenbürger der Stadt seit 1982, verliehen wird. Die Auszeichnung, die jeweils ein literarisches Lebenswerk ehrt, wurde ab 1980 zunächst als städtischer Literaturpreis jährlich verliehen. Seit 1985 trägt die Auszeichnung den Namen Heinrich-Böll-Preis. Der Preis war mit 35.000 Mark dotiert. Seit 1993 wird der Heinrich-Böll-Preis alle zwei Jahre verliehen. Nachdem der Preis einige Zeit lang mit 20.000 Euro dotiert war, beträgt die Preissumme aktuell (Stand 2021) 30.000 Euro.

## Jury
Die Jury besteht aus
- dem Oberbürgermeister der Stadt Köln oder seinem Vertreter als Vorsitzendem
- je einem Vertreter der im Ausschuss für Kunst und Kultur/Museumsneubauten stimmberechtigten Fraktionen
- dem Kulturdezernenten der Stadt Köln
- dem Direktor der Stadtbibliothek
- einem der Direktoren des Instituts für deutsche Sprache und Literatur an der Universität zu Köln
- zwei Autoren
- einem Literaturkritiker

Der Oberbürgermeister, der Kulturdezernent und der Direktor der Stadtbibliothek sind geborene Mitglieder. Die übrigen Mitglieder der Jury werden vom Ausschuss für Kunst und Kultur/Museumsneubauten für die Dauer einer Wahlperiode benannt. 
Die Jury besteht zurzeit (2015) u. a. aus den Fachleuten Christof Hamann, Guy Helminger, Ulrich Peltzer und Andreas Platthaus und fasst ihre Beschlüsse unter Vorsitz des Kölner Oberbürgermeisters.

## Preisträger
- 1980 Hans Mayer
- 1981 Peter Weiss
- 1982 Wolfdietrich Schnurre
- 1983 Uwe Johnson
- 1984 Helmut Heißenbüttel
- 1985 Hans Magnus Enzensberger
- 1986 Elfriede Jelinek
- 1987 Ludwig Harig
- 1988 Dieter Wellershoff
- 1989 Brigitte Kronauer
- 1990 Günter de Bruyn
- 1991 Rainald Goetz
- 1992 Hans Joachim Schädlich
- 1993 Alexander Kluge
- 1995 Jürgen Becker
- 1997 W. G. Sebald
- 1999 Gerhard Meier
- 2001 Marcel Beyer
- 2003 Anne Duden
- 2005 Ralf Rothmann[4]
- 2007 Christoph Ransmayr[5]
- 2009 Uwe Timm[6]
- 2011 Ulrich Peltzer[3]
- 2013 Eva Menasse[7]
- 2015 Herta Müller[8]
- 2017 Ilija Trojanow[9]
- 2019 Juli Zeh[10]
- 2021 José F. A. Oliver[11]
- 2023 Kathrin Röggla[12][13]